# Gonystylus xylocarpus
Espèce
Statut de conservation UICN

 VU A1cd+2cd : Vulnérable
Gonystylus xylocarpus est une espèce de plantes de la famille des Thymelaeaceae.

## Publication originale
- Kew Bulletin 7(1): 73–74. 1952. (14 Apr 1952)